# Mechanisches Legieren
Mechanisches Legieren ist ein Verfahren der Pulvermetallurgie, bei dem Metallpulver intensiv mechanisch behandelt und dabei bis zum atomaren Niveau homogenisiert wird. Das Mechanische Legieren wird insbesondere dort gewählt, wo die Werkstoffherstellung nicht durch einen schmelzmetallurgischen Prozess möglich ist, da z. B. die chemischen Verbindungen nicht löslich sind oder die Legierungsbestandteile im Erstarrungsprozess agglomerieren.
Dabei werden in einen Attritor die zu vermahlenden Pulver und Kugeln gefügt und mit hohen Energieaufwand vermahlen. Das Pulver selbst wird sehr stark verformt und in der Folge verschweißt, aufgebrochen und wiederverschweißt.
Anwendungsbeispiele sind z. B. die Schaufeln der Gasturbinen, die aus Oxide Dispersion Strengthened-Nickelbasislegierungen hergestellt werden und Wannen aus ODS-legiertem Platin für Schmelzen, die bei besonders hoher Temperatur betrieben werden.